# Herbita saturniata
Herbita saturniata là một loài bướm đêm trong họ Geometridae.